# خیشومی لبی‌دندانی بی‌واک
خیشومی لبی‌دندانی بی‌واک (انگلیسی: Voiceless labiodental nasal) (ایست) نوعی همخوان است که در برخی زبان‌های گفتاری به‌کار می‌رود. نماد آن در الفبای آوانگاری بین‌المللی ⟨ɱ̊⟩ است، ترکیبی از نویسهٔ خیشومی لبی‌دندانی واک‌دار و یک نشانه‌های زیروزبری برای نشان‌دادن بی‌واکی. در برخی منابع، نشانهٔ بی‌واکی در زیر ⟨ɱ̥⟩ نیز دیده می‌شود.

## ویژگی‌ها
ویژگی‌های خیشومی لبی‌دندانی بی‌واک:
- خیشومی‌شدن: همخوانی خیشومی است، به این معنا که در توقف‌های خیشومی، هوا تنها از راه بینی خارج می‌شود؛ در غیر این صورت، از دهان هم عبور می‌کند.
- جایگاه تولید: لبی‌دندانی است، یعنی با لب پایینی و دندان‌های بالایی تولید می‌شود.
- واکسازی: بی‌واک است، یعنی بدون ارتعاش تارهای صوتی تولید می‌شود. در برخی زبان‌ها تارهای صوتی فعالانه از هم جدا می‌شوند و آوا همیشه بی‌واک است؛ در زبان‌های دیگر تارها شل هستند و ممکن است واک‌داری از آواهای همجوار بگیرد.
- تقسیم‌بندی مرکزی–کناری: چون این آوا با جریان هوا بر روی زبان تولید نمی‌شود، تمایز مرکزی–کناری در آن کاربردی ندارد.
- سازوکار جریان هوا: برون‌سو (ریوی) است، یعنی هوا فقط با فشار ماهیچه‌های میان‌دنده و شکمی، همانند بیشتر آواها، بیرون رانده می‌شود.

## رخداد
| زبان           | زبان           | واژه              | الفبای آوانگاری بین‌المللی | معنا              | یادداشت                 |
| -------------- | -------------- | ----------------- | ------------------------- | ----------------- | ----------------------- |
| زبان آنگامی    | زبان آنگامی    | [ نیازمند نمونه ] | [ نیازمند نمونه ]         | [ نیازمند نمونه ] | هم‌آوای /m̥ʰ/ پیش از /ə/. |
| زبان کینیام‌وزی | زبان کینیام‌وزی | [ نیازمند نمونه ] | [ نیازمند نمونه ]         | [ نیازمند نمونه ] | هم‌آوای /m/ پیش از /f/.  |

## همچنین ببینید
- فهرست مقاله‌های واج‌شناسی
- خیشومی دولبی واک‌دار

## یادداشت
1. ↑  Blankenship, B. "Phonetic structures of Khonoma Angami" (PDF).
2. ↑  Blankenship, B. "Phonetic structures of Khonoma Angami" (PDF).
3. ↑  Maganga & Schadeberg (1992).

## پیوندهای بیرونی
- [ ɱ̊ ] آوای خیشومی لبی‌دندانی بی‌واک (Video). Glossika Phonics. Retrieved 2023-12-06.